# Stella Azzurra Rom
Stella Azzurra Rom ist ein italienischer Basketballverein aus Rom, der insgesamt 20 Saisons in der Serie A spielte.

## Geschichte
Der Verein wurde 1938 unter dem vollständigen Namen L'Associazione sportiva della Stella Azzurra von überwiegend Jugendlichen gegründet, die gerne Basketball spielten. Der Zweite Weltkrieg verhinderte zunächst ein schnelles Wachstum bzw. den Aufbau des kleinen Klubs. Nach dem Krieg wurde die Entwicklung mit sehr jungen Spielern weiter vorangetrieben. 
1954 gelang dem Klub der Sprung in die höchste Spielklasse im italienischen Basketball, der Serie A. In der Premierensaison wurde der achte Platz erreicht. Es folgte die Etablierung in der Serie, zwischenzeitlich stieß der Klub in die Spitzengruppe vor, als er 1957 Vierter wurde. Anfang der 1960er Jahre konnten einige Leistungsträger gegenüber zahlungsstärkeren Klubs wie Olimpia Milano oder Ignos Varese nicht mehr gehalten werden, worauf der sportliche Absturz folgte. In der Saison 1961/62 wurde der Abstieg nur knapp vermieden, was 1966 dann nicht mehr gelang, als Stella als Letztplatzierter in die zweitklassige Serie B abstieg.
Mit Hauptsponsor Ramazzotti gelang drei Jahre später die Rückkehr ins Oberhaus, die das Team nach nur einer Saison aber erneut als Letzter wieder verlassen musste. Der nächste Anlauf sich in der Serie A wieder festzusetzen scheiterte in der Saison 1971/72, als Stella wieder abgeschlagen Letzter wurde. Zwischen 1975 und 1980, inzwischen war das städtische Unternehmen IBP der Hauptsponsor des Klubs und entsprechend lief die Mannschaft als IBP Stella Azzurra auf, spielte man durchgehend in der Serie A und erreichte dabei zweimal den vierten Platz. In den mittlerweile eingeführten Play-offs um die italienische Meisterschaft scheiterte Stella 1979 im Viertelfinale. Dies war zugleich auch die letzte Teilnahme an Meisterschafts-Play-Offs, da der Verein 1980 in die Serie B abstieg und es seitdem nicht mehr in die Elite-Liga zurückschaffte.
Danach rutschte der Klub in unterklassige Ligen ab, spielt aktuell in der Divisione Nazionale B, der vierten Liga.
Der Klub trägt seine Heimspiele in der 800 Plätze umfassenden Arena Altero Felici aus.

## Korać-Cup
Der Verein spielte zwei Saisons im Korać-Cup, einem damaligen Basketball-Europapokal. Gleich bei der ersten Teilnahme in der Saison 1974/75 erreichte er die Runde der letzten 16. In der Gruppenphase scheiterte man am FC Barcelona und an KK Bosna Sarajevo.
Die zweite Teilnahme in der Saison 1976/77 verlief erfolgreicher. In der Gruppenphase setzte sich das Team diesmal durch und traf im Halbfinale auf den jugoslawischen Vertreter KK Jugoplastika Split, die aufgrund des Gewinns des Korac-Cups in der Vorsaison favorisiert waren. Im Hinspiel in Split waren die Römer chancenlos und verloren deutlich mit 71:96. Das Rückspiel in heimischer Halle konnte zwar mit 87:76 gewonnen werden, die 25 Korbpunkte aus dem Hinspiel konnten dabei aber nicht aufgeholt werden.

## Ehemalige Spieler und Trainer
Der in Rom geborene Andrea Bargnani, der von 2006 bis 2016 in der NBA aktiv war, begann bei Stella Azzurra seine Karriere.
Der Trainer Valerio Bianchini, der mit Pallacanestro Virtus Roma und Pallacanestro Cantù den Europapokal der Landesmeister gewann, startete seine Trainerkarriere bei Stella. Er leitete die Römer in deren erfolgreicher Zeit zwischen 1974 und 1979, ehe er nach Cantú wechselte.